# Asghar Ali Engineer
Asghar Ali Engineer (Salumbar, 10 de marzo de 1939 - 14 de mayo de 2013) fue un reformista-escritor y activista indio. Internacionalmente conocido por su trabajo en teología de la liberación en el Islam, que conducen el movimiento  Progressive Dawoodi Bohra. El foco de su trabajo estaba en (y de la acción en contra) comunalismo y la violencia comunal y étnica en la India y Asia del Sur. Fue un defensor de una cultura de la paz, la armonía no violencia y comunitaria, y dio conferencias en todo mundo. También se desempeñó como jefe del "Instituto de Estudios Islámicos" y el "Centro de Estudios de la Sociedad y laicidad ', ambos de los cuales él mismo fundó en 1980 y 1993 respectivamente. También hizo contribuciones a The God Contention, un sitio web de comparación y contraste de diferentes visiones del mundo. La autobiografía del Dr. Asghar Ali Engineer es A Living Faith: My Quest for Peace, Harmony and Social Change y fue publicada en Nueva Delhi el 20 de julio de 2011 por el vicepresidente de la India Shri Hamid Ansari.

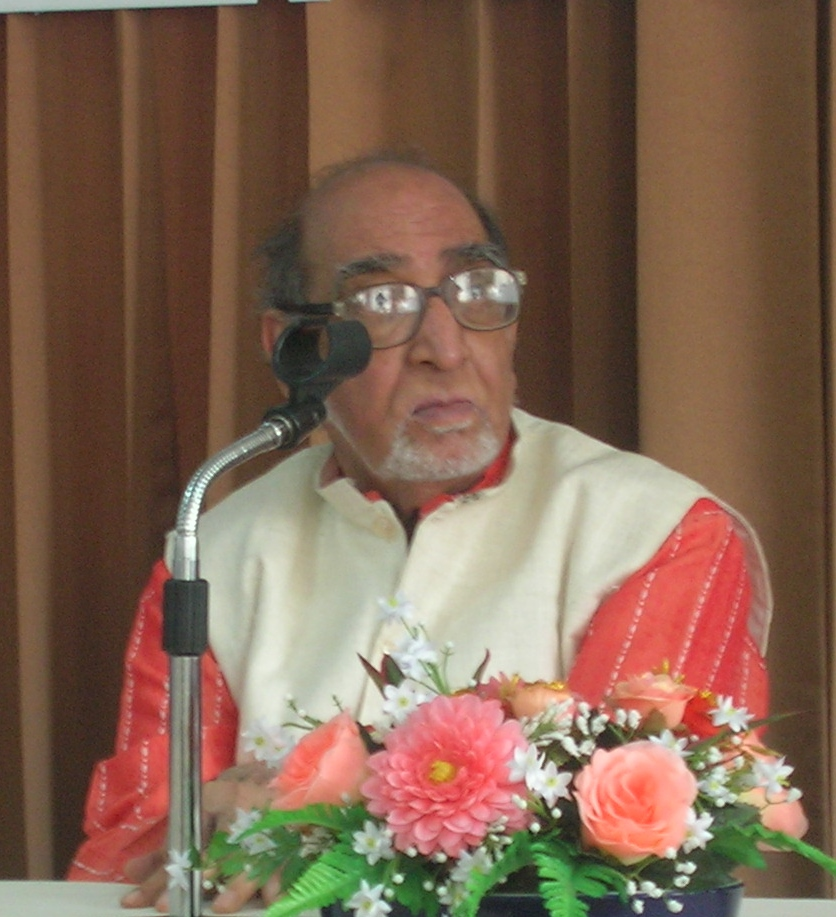
Asghar Ali Engineer